# Andrew Argue
Pour les articles homonymes, voir Argue.
Andrew William Argue (1862 - 5 février 1945), est un homme politique provincial canadien de la Saskatchewan. Il représente la circonscription de Grenfell à titre de député du Provincial Rights (en) de 1905 à 1908.

## Biographie
Né à Stittsville dans la région d'Ottawa au Canada-Ouest, Argue étudie la médecine à l'université du Manitoba et s'établie ensuite à Grenfell en Saskatchewan. Il sert en tant que président du Conseil médical du Canada (en) de 1944 à 1945 et sert pendant deux mandats en tant que président du College of Physicians and Surgeons of Saskatchewan. Il avait également servi comme registraire de l'organisme de 1940 à 1944. Argue siège également au conseil des gouverneurs de l'université de la Saskatchewan.
Argue meurt à Regina en février 1945 des suites d'une longue maladie. Sa dépouille repose au cimetière de Grenfell.